# Gare de Kōshien
La gare de Kōshien (甲子園駅, Kōshien-eki) est une gare ferroviaire de la ville de Nishinomiya, dans la préfecture de Hyōgo au Japon. La gare est gérée par la compagnie Hanshin. Elle dessert le Koshien Stadium.

## Situation ferroviaire
La gare de Kōshien est située au point kilométrique (PK) 14,1 de la ligne principale Hanshin.

## Histoire
La gare est inaugurée le 1er août 1924.

## Services des voyageurs

### Accès et accueil
La gare dispose d'un bâtiment voyageurs, avec guichet, ouvert tous les jours.

### Desserte
- Ligne principale Hanshin :
  - voies 1 et 2 : direction Amagasaki, Osaka-Umeda, Osaka-Namba et Nara
  - voies 3 et 4 : direction Kobe-Sannomiya, Akashi et Himeji

Un quai supplémentaire est utilisé lors des événements au Koshien Stadium.